# Russula subsect. Pectinatinae
Russula subsect. Pectinatinae ist eine Untersektion aus der Gattung Russula, die innerhalb der Sektion Ingratae steht.

## Merkmale
Pilzarten dieser Untersektion sind ziemlich klein bis mittelgroß, fast fleischig, mit mehr bräunlich grauer Hutfarbe. Der Geruch ist schwach oder fruchtig bis widerlich (gummiartig) oder wie Topinambur. Der Hutrand ist stark höckerig gerieft und die Huthaut stark gelifiziert, weshalb sie bei feuchter Witterung oft klebrig bis schleimig wird.
Die Sporen sind bis zu 8(9) µm groß, mit mehr oder weniger niedrigen oder kammartigen Warzen. Die Pileozystiden sind kurz oder spindelförmig, die Pigmente meist vakuolär, außer bei Russula insignis, dem Milden Kamm-Täubling, bei ihm sind die flaschenförmigen Zystiden in Huthaut und Stielbasis mit einem gelben Pigment inkrustiert, das sich bei Zugabe von KOH rot färbt.
- Die Typart ist Russula pectinata, der Schärfliche Kamm-Täubling.[1][2]

### Systematik
Bons Untersektion Pectinatinae entspricht der Gruppe Pectinata von Romagnesi und Singers Strip Pectinata, mit der Einschränkung, dass Singer den Milden Kamm-Täubling (R. insigna) aus diesem Taxon herausgenommen hat und ihn in eine eigene Untersektion Subvelatae stellt. Bei Sarnari fehlt das Taxon ganz, es ist hier Teil der Untersektion Foetentinae. Aber auch er stellt den Milden Kamm-Täubling in eine eigene Untersektion Subvelatae. Auf Grund der unterschiedlichen Mykorrhiza-Anatomie und den inkrustierten Dermatozystiden erscheint eine Trennung in die Untersektionen Pectinatinae und Subvelatae sinnvoll, auch wenn Bon diesen Schritt nicht vollzieht.
Molekulare Daten zeigen, dass die Untersektion Pectinatinae mit dem Schärflichen Kamm-Täubling (R. pectinata) und dem Kratzenden Kamm-Täubling (R. recondita) und die Untersektion Subvelatae mit Russula pulverulentula, einer nordamerikanischen Art, und dem Milden Kamm-Täubling (R. insignis) Schwestergruppen sind.
Russula farinipes gehört nicht in diese Untersektion. r-DNA-Untersuchungen zeigen, dass er keinerlei Verwandtschaft zu den anderen Arten der Untersektion zeigt, sondern ganz an der Basis des Russula-Stammbaumes steht. Singer macht ihn zur Typart seiner Untersektion Farinipedes.  
| Deutscher Artname          | Wissenschaftlicher Artname | Autor                     |
| -------------------------- | -------------------------- | ------------------------- |
| Mehlstiel-Täubling**       | Russula farinipes          | Romell (1893)             |
| Schärflicher Kamm-Täubling | Russula pectinata          | (Bull.) Fr. (1838)        |
| Milder Kamm-Täubling       | Russula insignis           | Quél. (1888)              |
| Kratzender Kamm-Täubling   | Russula recondita          | Melera & Ostellari (2016) |
| Camembert-Täubling         | Russula amoenolens         | Romagn. (1952)            |
| Großer Kamm-Täubling       | Russula sororia            | Fr. (1838)                |
|                            | Russula pseudoaffinis      | Migl. & Nicolaj (1985)    |